# Resolució 569 del Consell de Seguretat de les Nacions Unides
La Resolució 569 del Consell de Seguretat de les Nacions Unides, aprovada el 26 de juliol de 1985 després d'expressar el seu indignació i preocupació pel patiment causat pel sistema d'apartheid a Sud-àfrica, el Consell va condemnar encara més les polítiques repressives del sistema d'apartheid, inclosos assassinats i trasllats forçosos, així com l'estat d'emergència imposat a 36 districtes del país, exigint que s'aixequi immediatament.
El Consell va demanar l'alliberament de tots els presos polítics del país, inclòs Nelson Mandela, i que l'establiment d'una societat lliure i democràtica pugui donar lloc a una solució. També va instar els Estats membres a que, a més de l'embargament d'armes obligatori, participés en restriccions a les inversions, relacions marítimes i aèries, esport i relacions culturals, i la prohibició de la venda de krugerrands, encomiant als Estats membres que ja havien adoptat aquests procediments.
Finalment, la resolució 569 va demanar al secretari general de les Nacions Unides que emeti un informe sobre l'aplicació de la resolució actual.
La resolució va ser aprovada per 13 vots contra cap, amb abstencions del Regne Unit i dels Estats Units.